# Luis Medina
Luis Medina (nacido el 10 de noviembre de 1940 en Machagai, Chaco, Argentina - fallecido el 18 de diciembre de 2018 en Buenos Aires, Argentina) fue un futbolista argentino que se desempeñó como delantero. Comenzó su carrera en Huracán. En 1965 su actuación fue destacada y quedó convocado para jugar una serie de amistosos para la selección Argentina en una gira que realizó por Brasil.

## Trayectoria
Surgió de las inferiores del Club Atlético Huracán junto con su hermano Pedro, debutó en el primer equipo en 1962 y se mantuvo en el equipo de Parque Patricios hasta 1963.
El año siguiente pasó a All Boys, acompañado de su hermano Pedro. Debutó con la camiseta del Albo el 25 de abril de 1964, en la primera fecha del torneo de Primera División B pero recién en la octava fecha marcaría su primer tanto, en la goleada frente al Deportivo Español por 4 a 0. Ese mismo año All Boys realizó una excelente temporada y estuvo muy cerca de ascender a Primera División. Al finalizar el año pasó en Colón de Santa Fe junto a su hermano, a pesar de que All Boys hizo todo lo posible por retenerlo.
En 1967 volvió a Buenos Aires para jugar en Platense. Debutó con la camiseta del Calamar el 5 de marzo  contra Chacarita Juniors. Formó parte del equipo notable que dirigió Ángel Labruna. En total en el club de Saavedra disputó 72 partidos y marcó 18 tantos.
Retornó a All Boys en 1971 para disputar nuevamente el torneo de Primera División B, ese año tuvo 19 presencias.

## Selección nacional
El 9 de junio de 1965 fue convocado a formar parte del plantel de la Selección Argentina que realizó una gira internacional con dos partidos amistosos, en primer lugar enfrentando a Francia en París, y luego el 9 de junio contra Brasil. Dicho partido se disputó en el Maracaná y finalizó 0 a 0.

## Estadísticas

### Clubes
| Equipo                                  | Div.                | Temporada           | Liga     | Liga  | Copa Nacional(1) | Copa Nacional(1) | Copa Internacional | Copa Internacional | Total    | Total |
| Equipo                                  | Div.                | Temporada           | Partidos | Goles | Partidos         | Goles            | Partidos           | Goles              | Partidos | Goles |
| Huracán Argentina                       | 1.ª                 | 1962                | 2        | 0     | -                | -                | -                  | -                  | 2        | 0     |
| Huracán Argentina                       | 1.ª                 | 1963                | 3        | 0     | -                | -                | -                  | -                  | 3        | 0     |
| Huracán Argentina                       | Total               | Total               | 5        | 0     | -                | -                | -                  | -                  | 5        | 0     |
| All Boys Argentina                      | 2.ª                 | 1964                | 37       | 11    | -                | -                | -                  | -                  | 37       | 11    |
| All Boys Argentina                      | 2.ª                 | 1965                | 43       | 21    | -                | -                | -                  | -                  | 43       | 21    |
| All Boys Argentina                      | 2.ª                 | 1971                | 19       | 6     | -                | -                | -                  | -                  | 19       | 6     |
| All Boys Argentina                      | Total               | Total               | 99       | 38    | -                | -                | -                  | -                  | 99       | 38    |
| Colón (Santa Fe) Argentina              | 1.ª                 | 1966                | 21       | 4     | -                | -                | -                  | -                  | 21       | 4     |
| Colón (Santa Fe) Argentina              | Total               | Total               | 21       | 4     | -                | -                | -                  | -                  | 21       | 4     |
| Platense Argentina                      | 1.ª                 | 1967                | ?        | ?     | -                | -                | -                  | -                  | ?        | ?     |
| Platense Argentina                      | 1.ª                 | 1968                | ?        | ?     | -                | -                | -                  | -                  | ?        | ?     |
| Platense Argentina                      | Total               | Total               | 72       | 18    | -                | -                | -                  | -                  | 72       | 18    |
| Los Andes Argentina                     | 1.ª                 | 1969                | 24       | 7     | -                | -                | -                  | -                  | 24       | 7     |
| Los Andes Argentina                     | Total               | Total               | 24       | 7     | -                | -                | -                  | -                  | 24       | 7     |
| Defensor Lima · Perú                    | 1.ª                 | 1970                | 6        | 1     | -                | -                | -                  | -                  | 6        | 1     |
| Defensor Lima · Perú                    | Total               | Total               | 6        | 1     | -                | -                | -                  | -                  | 6        | 1     |
| Total en su carrera                     | Total en su carrera | Total en su carrera | ?        | ?     | -                | -                | -                  | -                  | ?        | ?     |
| (1) Incluye datos de la Copa Argentina. |                     |                     |          |       |                  |                  |                    |                    |          |       |

Fuente: bdfa.com.ar